# GMOとくとくBB
GMOとくとくBB（ジーエムオーとくとくビービー）は、GMOインターネット株式会社が運営するインターネットサービスプロバイダ（ISP）である。

## 概要
接続サービスは、NTT東日本および西日本のフレッツ光、NTTドコモの光コラボのドコモ光、WiMAX +5Gを中心に提供している。
最大15個のメールアドレスとホームページを追加料金なしで利用できることに特徴がある。
GMOとくとくBBの2019年5月時点の会員数は130万人。2019年7月に10周年を迎えた。

## 提供サービス
- フレッツ光
- フレッツ光v6プラス
- WiMAX +5G
- GMOとくとくBB光
- ドコモ光
- 固定IP

## 沿革
- 2009年7月23日 サービス開始
- 2012年2月27日 「GMOとくとくBB WiMAX接続サービス」を提供開始[4]

## 受賞歴
- 2013年7月1日 「サポートポータル格付け」において、 2013年度ISP業界トップの「三つ星」を受賞[5]
- 2014年7月1日 「サポートポータル格付け」において、 2014年度ISP業界トップの「三つ星」を受賞[6]
- 2018年10月22日 JPNEより『2017年度「v6プラス」最優秀パートナー賞』を受賞[7]
- 2019年6月13日 JPNEより『2018年度「v6プラス」最優秀パートナー賞』を受賞[8]
- 2023年10月12日 「光コラボアワード2023」において、「総合満足度最優秀賞」を受賞[9]
- 2023年10月12日 「光コラボアワード2023」において、回線品質の部で「最優秀賞」を受賞[10]
- 2024年1月30日 「RBB TODAY ブロードバンドアワード2023」において、キャリア部門IPv6利用の部で「最優秀」を受賞[11]
- 2024年9月4日 「ライプロ 光回線のおすすめランキング」において、総合ランキングで「1位」を受賞[12]